# Elisa Calonge Pagé
Elisa Calonge Pagé, (Madrid, 2 de junio de 1887-?)  fue una política española, una de las primeras mujeres concejalas que tuvo el Ayuntamiento de Madrid constituido en 1924.

## Biografía
Era hija de Elisa Page y del militar Nazario de Calonge. La madre, también conocida como Elisa García Page de Calonge, fue vocal en 1907 del Patronato Real para la Represión de la Trata de Blancas, primera institución oficial española contra la prostitución que pasó a llamarse después Patronato de protección de la Mujer. La familia Page donó para este Patronato el complejo después conocido como El Pilar en San Fernando de Henares.
Calonge recibió la educación propia de las mujeres de su nivel social en esa época. Se interesó por el arte, la religión y especialmente por la  música, y se carteaba con el musicólogo José Gonzalo Zulaika, más conocido como Aita Donostia. Participaba en la vida cultural de la época  y se la describía como "personificación de la prudencia, de la meditación, de la vida intensa".

## Obra
Durante la dictadura de Primo de Rivera fue nombrada concejala junto otras dos mujeres, María de Echarri Martínez y Blanca de Igual y Martínez Dabán, consideradas afines a la Acción Católica de la Mujer. Calonge procedía de la Institución Teresiana del Padre Poveda, un humanista y pedagogo de vanguardia. El hecho de permitirse por primera vez oficialmente la participación municipal femenina llamó la atención de las crónicas: en ellas las tres mujeres fueron fotografiadas como Señoras concejalas y otras figuras de actualidad. El ayuntamiento, que lo consideró como un "hecho de  extraordinaria importancia política y social", publicó una reseña de las tres nuevas concejalas, con sus biografías y descripción de sus capacidades. Específicamente sobre Calonge dice: 
"La señorita de Calonje será el modelo de los concejales que necesitan los Ayuntamientos españoles, porque trabajará mucho y hablará poco, y cuanto haga, incluso hablar, lo hará con grandísima discreción».
A Calonge se le encomendaron, entre otras, las tareas municipales de presidencia de la Casa de Socorro de La Latina y las de Inspección del Servicio de parques y jardines. Durante el período de trabajo de la Corporación municipal a la que Calonge perteneció, se desarrollaron, entre otros, los proyectos de ampliación de la línea 2 del Metro de Madrid, y la creación del cementerio de la Almudena.